# 春开，意遥遥。
《春开，意遥遥。》是由Sumikko Soft（すみっこソフト）开发并发行的戀愛冒險類型成人遊戲，是SF四季系列的第一部作品。本作由、笹井さじ和負責原畫，渡边僚一擔當編劇，于2012年4月27日在日本發售，尔后Sekai Project取得了本作英文版的发行权。
《春开，意遥遥。》擁有多條劇情路線，每條路線皆有一系列預先設定的場景和人物互動。其主要聚焦於玩家角色一季跟四名女主角的互動，並刻畫了角色之間的性行為。本作讲述了主人公一季与四位女性角色同住在一块与世无争的偏远地区共度长达三个月的春假的故事。
本作在开场时展示了以主人公为中心的后宫，并包含大量的色情场景；但在之后转变为包含弦理论、四维空间等元素在内的科幻作品，引发玩家热议。本作在发售后获得了萌系游戏大赏2012年5月的月间赏，并在当年获得了剧本银奖。

## 遊戲系統
《春开，意遥遥。》採取戀愛冒險的遊玩方式，玩家所扮演的是本作的男主角一季。基本上玩家遊玩時需要閱覽熒幕上所顯示的文本和遊戲所發出的聲音，以了解故事情節和人物之間的對話。它們會與人物拼合圖和背景一同出現，用以表示一季對話的對象。玩家亦會在故事中遇見代替背景和人物拼合圖的電腦圖形。本作擁有多條劇情分支路線，每條路線的結局皆有所不同。玩家的選擇會影響之後的劇情路線，從而影響結局。
本作角色之間的關係亦帶有一定性意味，有關場景包括口交、乳交、性交。玩家在某些預設的段落中須選擇行為選項。對話框的下一段文本在做出選擇前並不能夠顯示。玩家必須反覆进行游戏並選擇不同的選項，才能夠觀覽存於不同路線的劇情。本作擁有多個結局。

## 剧情大纲

### 设定
本作设定在与世无争的乡间，故事在乡间的一座学校和一座充当宿舍的温泉旅馆之间展开。除了旅馆中有一根高耸入云没有尽头的烟囱外，其他与普通的乡村别无二致。虽然居住在此的人类只有主人公等人，但是生活设备齐全，众人可以过着自给自足的生活。

### 故事
主人公在失忆的状态下在一个房间内惊醒，从身旁的纸条中得知自己名为「一季」。他在大厅中遇到了四位同样失忆的女生，四人从各自的纸条中分别得知自己名为「仁燈春海」「和葉静夏」「未木秋樱」和「士蓮冬音」。从大厅的纸条中，五人得知共同生活90天后救援便会赶到，众人便开始了悠闲的春假生活。游戏开始于春假的第46天，静夏突然提出要建立以主人公一季为中心的后宫“恩恩爱爱天国”，众人之后在永无止境的「乱交」中结束了春假生活。然而之后救援并未来临；相反，时间轮回，众人重新在第1天苏醒。玩家之后可以进入春海路线，并从中得知春海拥有隐藏的杀人欲；也可进入秋樱线，解决冬音被杀害的谜团，并发现其实是冬音杀死了一位隐秘在众人身边的，与她长相一致的人。在完成上述线路后，游戏自动进入冬音的线路。在冬音的线路中，众人接纳了与冬音长相一致的「真冬」。一季与冬音在共同生活的过程中相恋，然而在最后一天，冬音将一季带入学校的一间房间内，向一季展示了世界的真相。
众人实际上生活在一座地下避难所中，避难所中充满着从灯塔水母中提取出的可以控制弦理论中弦的振动方式的物质，可以让世界以180天为周期进行生长和反生长的循环，就算是死者也会复生。众人于公元3100年进入避难所，此时人类文明已经接近崩溃：男性灭绝而必须靠人造Y染色体才能造出，女性被迫同性生殖、全球变暖导致海平面上升，随后进入的冰河期让全球多数地区被冰覆盖。众人因不同的特长被挑出，作为「为未来留存的希望」在被灌输21世纪初的记忆后被送入该设施。冬音被选为设施的管理员，主人公一季则是候补。二人的大脑中被安装特殊设备，能主动感知存储于四维空间中的自己的记忆，可以使自己不受反生长过程干扰从而留存记忆；但一季并未激活此设备。众人在避难所中共同生活90日，随后在世界反生长复位的过程中集体沉眠90日。管理员冬音时常会在中途苏醒整理记忆资料，并在此过程中逐渐从自己身上分裂出真冬。众人依靠此循环一直生活到了公元10012年，此时人类已经灭绝。冬音在近7000年的循环中身体崩溃，恳求一季杀死自己好让脑中的设备关闭，摆脱7000年的记忆。一季忍痛杀死了冬音，接替她成为了管理员。
当上管理员的一季随后又带领众人在避难所中生活了6000余年等待冰河期结束，但是最终却收到来自神秘人物“天球仪的自动人偶”（下称AA）的邮件，得知太阳内的反应已经停止，地球将永久处于冰河期中。绝望的一季最终自杀。AA随后联系了静夏，与她一同合作让一季恢复精神，重回管理员岗位。AA揭示自己是由存储于四维空间的记忆产生的虚幻个体，并告诉一季自己早已操纵人类建造出推动装置，可以将地球推出太阳系，进入另一个行星系统，管理员一季随后确认执行此计划。一千余年后，覆盖在地球的冰层逐渐消解，一季关闭了避难所的循环系统，众人开始为期一年的适应训练，春海、静夏、秋樱、冬音和真冬决定建立以一季为中心的“恩恩爱爱天国”。一年后，六人通过烟囱离开地下避难所来到地面，映入眼帘的是绽放的樱花——众人终于渡过了漫长的冰河期，迎来了春天。

## 角色

一季
主人公。人造男性。本名不知。由于人类制造Y染色体的技术尚未成熟，所以存在性格冷漠、无法表现出自己的心情、情绪容易滑向极端的缺陷。因为此缺陷，他被选为候补管理员，并接替了冬音。在游戏的结局，他在所有人的关怀下逐渐习得了感情，绽放笑容。
仁燈春海（聲優：芹園宮）
会长类型的女孩。本名不知。性格认真，扮演着协调所有人的角色。在共同生活中，她进入树林采摘食物，并负责为所有人准备料理。她因为有优异的求生能力而被选中进入避难所，也因此藏有强烈的杀人欲望。在她的线路中，她通过伤害一季来释放欲望。
和葉静夏（聲優：竹岡美柳）
具有领袖气质的少女。本名不知。性格较为强硬，比较自我中心，但也为他人着想。在游戏中，她是“恩恩爱爱天国”的提出者。她因为具有优异的感性思维能力而被选中进入避难所，同时其大脑拥有超出其他人的能力，能够与四维空间进行有限的感知，从而与AA取得了联系，鼓励了一季令其重新振作起来。同时她的能力还让她逐渐摆脱进入避难所前灌输的21世纪的记忆，隐约恢复了正确的记忆，从而对其他人所吃的食物产生排斥感。
未木秋樱（聲優：川島梨乃）
性格沉稳的少女，喜欢独处。进入避难所前的本名是“未木可怜”。她因为具有优异的理性思维能力而被选中进入避难所，是除冬音之外唯一主动推理得知众人身处循环之中的人。她喜欢钓鱼，同时受到福尔摩斯探案集的影响，喜欢扮演侦探。
士蓮冬音（聲優：青葉林檎）
性格活泼的少女，喜欢讲冷笑话。进入避难所前的本名是“士蓮佐奈”。她因为患有特殊的精神分裂症，无法正确感知时间，故被认为面对可能长达数千年的重复工作不会感到痛苦而被选中进入避难所并担任管理员。虽然她在精神上不会感到痛苦，但是她的身体无法承受数千年的记忆而最终崩溃。在一季杀死自己后摆脱了数千年的记忆和管理员重担，在后续的生活中逐渐治好了自己的病症。
真冬（聲優：不明）
在冬音担任管理员整理记忆信息时分裂出的个体，与冬音长相相同。她被冬音视为避难所世界循环系统的Bug，曾被冬音杀害。但最后她被所有人接纳。
天球仪的自动人偶（聲優：不明）
简称AA。由存放于四维空间中的记忆所产生的个体，通过电脑与人进行交流。她在很早前便得知将有行星系统接近太阳系，并操纵人类建造推动装置。等到距离足够近时，让一季下令启动该装置。

## 主题曲
片头曲
作詞・歌唱：华怜 / 作曲・編曲：電氣
片尾曲
作詞：wight / 作曲・編曲：mo2 / 歌唱：Barbarian On The Groove feat.真理绘

## 開發
《春开，意遥遥。》是開發團隊Sumikko Soft时隔三年后制作的作品。本作由木绪那智和渡边僚一共同企划，其中渡边僚一负责本作的剧本制作。本作的制作主题围绕「后宫」进行，并在其中加入「在封闭空间中不断轮回」、「轮回现象使用科幻方式解释」两大元素。这两个元素也被沿用到本作的多部续作中，最终与《夏日云悠悠》和共同组成了「SF四季」系列。本作的音乐由SHIM制作，片头曲和片尾曲分别由电气式华怜音乐集团和Barbarian On The Groove演唱。

## 評價
本作在发售前因为其展现的内容仅包含“恩恩爱爱天国”的后宫部分以及大量的色情场景而导致预订量低迷，销量上也不温不火。然而在正式发售后，本作在玩家间产生热议，并获得了广泛的支持。本作获得了萌系游戏大赏2012年5月的月间赏，并在当年获得了剧本类别的银奖。

## 外部連結
- 官方网站 （日語）
- 《春开，意遥遥。》在視覺小說數據庫的頁面 （英文）